# Айзенлор, Фридрих
Якоб Фридрих Айзенлор (23 ноября 1805, Лёррах — 27 февраля 1854, Карлсруэ) — германский архитектор и педагог.
Родился в семье протестантского пастора. Изучал архитектуру с 1821 по 1824 год во Фрайбурге под руководством Христофа Арнольда и затем по 1826 год в Карлсруэ под руководством Фридриха Вейнбреннера. С 1826 по 1828 год совершенствовался в области архитектуры в Италии. С 1832 года преподавал в архитектурном училище Политехникума Карлсруэ; в 1839 году получил звание профессора, а в 1853 году, в последний год своей жизни, стал начальником этого училища. Среди его учеников были Генрих Ланг и Рейнхард Баумайстер. В 1832 году он стал почётным членом Швейцарского общества инженеров и архитекторов, а в 1842 году — членом-корреспондентом Королевского института британских архитекторов.
Творчество Айзенлора было представлено в первую очередь капитальными постройками для баденских железных дорог, воплощённых уже после его смерти, в 1865—1866 годах, — он работал над ними с 1839 года. Как архитектор придерживался романского и неоготического стиля. Одним из наиболее известных зданий, построенных по его проекту, стал вокзал во Фрайбурге. Среди не относящихся к железным дорогам зданий, построенным по его проектам, — часовня на кладбище в Карлсруэ, замок Ортенберг (1838—1843), вольфский винодельный завод.
Айзенлор известен также как автор целого ряда научных работ в области архитектуры. Наиболее известные сочинения: «Орнаментика в применении к строительному делу» (с продолжением, составленным Ланге, Карлсруэ, 1849—1867, 24 тетради); «Средневековые сооружения в юго-западной Германии и на Рейне» (Карлсруэ, 1853—1857); «Шварцвальдские деревянные постройки» (там же, 1853); «Эскизы построек различного рода» (там же, 1852—59, 17 тетрадей) и « Деревянные архитектурные украшения» (2-е издание — там же, 1868—1870).
В середине XIX века стилизованную сторожку украсил листьями и шишками и придал знакомый нам вид ЧАСАМ с кукушкой.